# Jens Jenniskens
Jens Jenniskens (Horst, 31 maart 2004) is een Nederlandse voetballer die doorgaans speelt als centrale verdediger.

## Clubcarrière
Jenniskens begon met voetballen bij Wittenhorst alvorens hij in 2013 de overstap maakte naar VVV-Venlo en doorliep daar de jeugdopleiding. In de loop van het seizoen 2024/25 werd hij door trainer John Lammers toegevoegd aan de wedstrijdselectie van het eerste elftal, voor het eerst bij de thuiswedstrijd tegen FC Dordrecht. Als gevolg van een blessuregolf bij het eerste elftal beleefde Jenniskens op 28 februari 2025 zijn officiële profdebuut, toen hij tijdens een met 5-0 verloren uitwedstrijd bij SC Cambuur in de 78e minuut in het veld kwam voor Tijn Joosten.

### Clubstatistieken
| 2024/25                                | VVV-Venlo | Eerste divisie | 1 | 0 | 0 | 0 | — | — | 1 | 0 |
| Totaal                                 | Totaal    | Totaal         | 1 | 0 | 0 | 0 | 0 | 0 | 1 | 0 |
| Bijgewerkt tot en met 28 februari 2025 |           |                |   |   |   |   |   |   |   |   |